# Критерий Конвея

Шестиугольный паркет из центрально симметричных шестиугольников

Две плитки нонамино, не удовлетворяющие критерию Конвея, но замощающие плоскость

Критерий Конвея — набор условий, при выполнении которых протоплитка замощает плоскость. Назван по имени английского математика Джона Хортона Конвея. Выполнение критерия Конвея является достаточным, но не обязательным условием для замощения плоскости.
Согласно критерию, плитка должна быть замкнутым топологическим диском с шестью последовательными точками A, B, C, D, E и F на границе и должны выполняться следующие условия:
- часть границы от A до B совместима параллельным переносом с частью от E до D;
- каждая из частей границы BC, CD, EF и FA центрально симметрична, то есть, каждая из них совпадает с собой при вращении на 180° относительно средней точки;
- некоторые из шести точек могут совпадать, но, по меньшей мере, три из них должны быть различными[2].

Любая протоплитка, удовлетворяющая критериям Конвея, допускает периодическое замощение плоскости, при этом используется только параллельный перенос и вращение на 180°. Критерий Конвея является достаточным условием для доказательства, что протоплитка замощает плоскость, но не является необходимым условием — существуют плитки, не удовлетворяющие критерию, но замощающие плоскость.

## Примеры
Простейшая формулировка критерия утверждает, что любой шестиугольник, у которого противоположные стороны параллельны и равны по длине, замощает плоскость с использованием только параллельного переноса. Такие фигуры называются параллелогонами. Если же некоторые точки совпадают, критерий может быть применён к другим многоугольникам и даже к фигурам с кривой в качестве периметра.
Критерий Конвея способен различить много фигур, в частности полиформы — за исключением двух нонамино справа, все замощающие плоскость полимино вплоть до нонамино могут образовать по меньшей мере одну плитку, удовлетворяющую критерию Конвея. Две плитки нонамино показывают, что критерий Конвея достаточен, но не обязателен для замощения плоскости.